# الممر البولندي

الممر البولندي.

الممر البولندي أو الرواق البولندي (بالإنجليزية: Polish Corridor)‏ ويُسمى ممر دانزغ، هو شريط ضيق من الأرض انتُزع من ألمانيا بعد هزيمتها في الحرب العالمية الأولى (1914 - 1918) وأُعطِي لبولندا.
أقيم هذا الممر سنة 1919 بمقتضى معاهدة فرساي، التي أنهت الحرب مع ألمانيا لإعطاء بولندا طريقًا مباشرا للوصول إلى بحر البلطيق. وكانت مساحة الممر ذات يوم جزءً من إقليم بولندي يُسمى بومرانيا. واستولت بروسيا على هذه الأرض في 1772، وأصبح الإقليم تحت سيطرة ألمانيا عندما أصبحت بروسيا ولاية ألمانية في 1871. ويشمل الإقليم الزراعي الكبير مدن بيد جوزيذ، وجرودزيادز، وتورون وميناء گدينيا البحري. كان الممر يفصل منطقة بروسيا الشرقية، عن بقية الأراضي الألمانية، وكان نصف السكان تقريباً يتكلمون اللغة الألمانية، ثم جاء وقت تنازعت ألمانيا وبولندا حول ملكية الأرض. في 1939، استعادت ألمانيا سيطرتها على الممر، وبعد نهاية الحرب العالمية الثانية، في 1945، أصبح الممر ونصف بروسيا الشرقية جزءً من بولندا.

## المصطلح
وفقًا للمؤرخ الألماني هارتموت بوكمان، فإن مصطلح «الممر» استخدمه السياسيون البولنديون أول مرة، في حين كتب المؤرخ البولندي جرزيغورز لوكومسكي أن الكلمة صاغتها الدعاية القومية الألمانية في عشرينيات القرن العشرين. كان المصطلح بالفعل مستخدمًا على الصعيد الدولي في اللغة الإنجليزية منذ مارس 1919 وأيًا كانت أصوله، فقد أصبح مصطلحًا واسع الانتشار في اللغة الإنجليزية المستخدمة.
تتضمن الأسماء البولندية الممر البولندي وممر غدانسك. ومع ذلك، تُعتبر الإشارة إلى المنطقة باعتبارها ممرًا مسيئة من قبل الدبلوماسيين البولنديين. من بين أشد منتقدي مصطلح الممر وزير الخارجية البولندي جوزيف بيك، الذي قال في خطاب ألقاه يوم 5 مايو 1939 في سيجم (البرلمان البولندي): «أنا أصر على استخدام مصطلح محافظة بوميرانيا. كلمة الممر هي فكرة مصطنعة؛ لأن هذه الأرض كانت بولندية لعدة قرون، ووُجد بها نسبة صغيرة من المستوطنين الألمان». عادةً ما يشير البولنديون إلى المنطقة باسم غدانسك بوميرانيا، أو ببساطة بوميرانيا، أو باسم محافظة بوميرانيا الذي كان الاسم الإداري للمنطقة.

## خلفية

### تاريخ المنطقة
استُعمرت بوميرليا في القرن العاشر على يد السلافيين البوميرانيين أسلاف الكاشوبيين، الذين هزمهم بوليسلاف الأول البولندي. وفي القرن الحادي عشر، كونوا دوقية مستقلة. فُتحت بوميرانيا مرة أخرى من قبل بولندا في 1116/1121. تجزأت بولندا إلى عدة إمارات شبه مستقلة في 1138 بعد وفاة دوق بوليسواف الثالث. تطور السامبوريديون الذين نشأوا في بوميرليا تدريجياً إلى دوقات مستقلين، وحكموا الدوقية حتى عام 1294. كان دوقات بوميرليا تابعين لبولندا والدنمارك قبل أن تستعيد بوميرليا استقلالها في عام 1227. أُخضعت بومريليا من قبل الدولة الرهبانية لإمارة نظام التيوتون في بروسيا منذ 1308-1309، بعد الحروب المتعاقبة بين بولندا وبراندنبورغ. أصبحت بومريليا بعد سلام ثورن الثاني في عام 1466 جزءًا من الكومنولث البولندي اللتواني بصفتها جزءًا من بروسيا الملكية المستقلة. ضُمت بومريليا بعد التقسيم الأول لبولندا في عام 1772 إلى مملكة بروسيا وسميت بروسيا الغربية، وأصبحت جزءًا أساسيًا من الإمبراطورية الألمانية الجديدة في عام 1871. وهكذا لم يكن الممر البولندي إنشاء جديدًا تمامًا، إذ كانت المنطقة المخصصة لبولندا جزءًا لا يتجزأ من بولندا قبل عام 1772، ولكنها احتفظت بدرجة كبيرة من الحكم الذاتي.

#### السكان التاريخيون
يعود تاريخ أول بيانات تعدادية حول التركيب العرقي أو الوطني لبروسيا الغربية (بما في ذلك المناطق التي أصبحت فيما بعد الممر البولندي) في الأغلب إلى عام 1819.

### خطط الحلفاء للممر في أعقاب الحرب العالمية الأولى
أُعيد تأسيس بولندا بصفتها دولة مستقلة بعد الحرب العالمية الأولى. ونظرًا لعدم وجود دولة بولندية مستقلة منذ مؤتمر فيينا، كان لا بد من تحديد أراضي الجمهورية المستقبلية.
كان منح بولندا الوصول إلى البحر أحد الضمانات التي اقترحها رئيس الولايات المتحدة وودرو ويلسون في مبادئه الأربعة عشر لعام 1918. وكانت النقطة الثالثة عشرة من مبادئ ويلسون هي:
«ينبغي إنشاء دولة بولندية مستقلة تشمل المناطق التي يسكنها السكان البولنديون وحدهم بلا منازع، والتي يجب ضمان وصولها بحرية وأمن إلى البحر، ويجب ضمان استقلالها السياسي والاقتصادي ووحدة أراضيها بموجب العهد الدولي».
كانت الحجج التالية وراء إنشاء الممر:

#### الأسباب الإثنوغرافية
كان الوضع العرقي أحد أسباب عودة المنطقة إلى بولندا الجديدة. إذ كان أغلب السكان في هذه المنطقة بولنديين. وقد أشار تقرير اللجنة البولندية المقدم إلى المجلس الأعلى للحلفاء في 12 مارس 1919: «يجب الاعتراف أخيرًا بحقيقة أن 600,000 بولندي في بروسيا الغربية سيبقون تحت أي خطة بديلة تحت الحكم الألماني». وأشار ديفيد هانتر ميلر وهو واحد من مجموعة الخبراء والأكاديميين التابعين للرئيس وودرو ويلسون (المعروفين باسم التحقيق) في مذكراته الصادرة عن مؤتمر باريس للسلام: «إذا لم تضمن بولندا الوصول إلى البحر، فسيبقى 600,000 بولندي في بروسيا الغربية تحت الحكم الألماني، ولن يكون لدى 20 مليون بولندي في بولندا سوى منفذ تجاري مليء بالعوائق محفوف بالمخاطر». أظهر الإحصاء البروسي لعام 1910 أن هناك 528,000 بولندي (من بينهم الكاشوبيون الغرب سلافيون، الذين دعموا القوائم الوطنية البولندية في الانتخابات الألمانية) في المنطقة مقارنة بـ 385,000 ألماني (من بينهم القوات الألمانية والمسؤولون المتمركزون في المنطقة). كان في مقاطعة بروسيا الغربية بأكملها ما بين 36% و43% من البولنديين الأصليين في عام 1910، اعتمادًا على المصدر (يعتمد الرقم الأدنى مباشرةً على أرقام التعداد الألماني لعام 1910، بينما يعتمد الرقم الأعلى على الحسابات على أن عددًا كبيرًا من الأشخاص المحتسبين ألمانًا كاثوليكيين في التعداد الرسمي، هم في الواقع بولنديون). لم يرغب البولنديون في أن يظل السكان البولنديون تحت سيطرة الدولة الألمانية التي كانت في الماضي تعامل السكان البولنديين والأقليات الأخرى على أنهم مواطنون من الدرجة الثانية وحاولوا إضفاء الثقافة والطابع الألماني عليهم. كتب الأستاذ لويس بيرنشتاين ناميير (1888-1960) الذي ولد لأبوين يهوديين في محافظة لوبلان (في الإمبراطورية الروسية، وانتمت سابقًا لكونغرس بولندا) والذي أصبح بعد ذلك مواطنًا بريطانيًا، وكان أيضًا عضوًا سابقًا في مكتب المخابرات البريطانية طوال الحرب العالمية الأولى وعضوًا بالوفد البريطاني في مؤتمر فرساي، والمعروف بموقفه المناهض لبولندا وألمانيا في الوقت ذاته، في صحيفة مانشستر جارديان في 7 نوفمبر 1933: «بولندا هي الأمة الممتدة على ضفاف نهر فيستولا، وتنتشر مستعمراتها بداية من مصادر النهر حتى مصبه، ومن الإنصاف المطالبة بأن تسود المطالبة بحوض النهر على مطالبة الساحل».

#### الأسباب الاقتصادية
رأى البولنديون أن الاستقلال الاقتصادي لبولندا دون الوصول المباشر إلى بحر البلطيق سيكون مجرد وهم. يمر نحو 60.5% من تجارة الواردات البولندية و55.1% من الصادرات عبر هذه المنطقة. قال تقرير اللجنة البولندية المقدم إلى المجلس الأعلى للحلفاء:
«يمكن حماية 1,600,000 ألماني في شرق بروسيا بشكل مناسب من خلال تأمين حرية التجارة لهم عبر الممر، في حين سيكون من المستحيل توفير منفذ مناسب لسكان الدولة البولندية الجديدة (البالغ عددهم 25 مليونًا) إذا كان لا بد من ضمان الوصول إلى هذا المنفذ عبر أراضي دولة أجنبية ربما تكون معادية».
قبلت المملكة المتحدة في النهاية هذه الحجة. كان من شأن إلغاء الممر البولندي أن يلغي القدرة الاقتصادية لبولندا على مقاومة الاعتماد على ألمانيا. كتب لويس بيرنشتاين ناميير أستاذ التاريخ الحديث بجامعة مانشستر المعروف بكراهيته الأسطورية لألمانيا والخوف من كل ما هو ألماني، وكذلك موقفه المناهض لبولندا الموجه ضد ما عرّفه بأنه الجزء «العدواني والمعادي للسامية والإمبريالي المشجع على العنف» من بولندا، في مقال صحفي في عام 1933:
«يمر نظام النقل بأكمله في بولندا باتجاه مصب نهر فيستولا
«تأتي 90% من الصادرات البولندية من مقاطعاتها الغربية
«يسبب عدم وجود الممر ضررًا بسيطًا لألمانيا، بينما إغلاقه يعني خنق بولندا».
بحلول عام 1938، خرجت 77.7% من الصادرات البولندية إما عن طريق غدانسك (31.6%) أو ميناء غدينيا المبني حديثا (46.1%)